# Хосе Арготе
Хосе Арготе (ісп. José Argote; 17 жовтня 1980, Маракайбо, Венесуела) — венесуельський футбольний арбітр.

## Життєпис
Хосе навчався в університеті Сулія на медичному факультеті; проходячи курс на факультеті фізичного виховання, захопився арбітражем футбольних матчів. Вже через чотири місяці судив матчі нижчих дивізіонів.
10 серпня 2008 дебютував у Прімері на матчі між «Естудіантес де Мерида» та «Мінерос де Гуаяна». За п'ять сезонів відсудив 83 матчі в яких виніс 354 жовті та 29 червоних карток.
У Кубку Венесуели відсудив вісім матчів (чотири сезони), виніс 33 жовті картки.
Через п'ять років став арбітром КОНМЕБОЛ. 20 серпня 2013 судив матч Південноамериканського кубка між «Ла Екідад» та «Кобрелоа».
Арбітр ФІФА з 2015.
Обслуговував матчі Кубка Америки 2015 та Кубка Лібертадорес.
У 2015 був обраний до числа головних арбітрів Столітнього Кубка Америки 2016, що проходив у США.
З 2015 обслуговує відбірні матчі до чемпіонату світу 2018 року зони КОНМЕБОЛ.

## Матчі національних збірних
| Дата              | Місце проведення    | Збірні                | Рахунок | Турнір                  | ЖК | YK · YK · RK | RK |
| ----------------- | ------------------- | --------------------- | ------- | ----------------------- | -- | ------------ | -- |
| 20 листопада 2008 | Барінас, Венесуела  | Венесуела — Ангола    | 0 — 0   | Товариський матч        | 4  | 0            | 0  |
| 13 червня 2015    | Антофагаста, Чилі   | Уругвай — Ямайка      | 1 — 0   | Кубок Америки           | 3  | 0            | 0  |
| 19 червня 2015    | Ранкагуа, Чилі      | Мексика — Еквадор     | 1 — 2   | Кубок Америки           | 6  | 0            | 0  |
| 29 червня 2015    | Сантьяго, Чилі      | Чилі — Перу           | 2 — 1   | Кубок Америки           | 1  | 0            | 1  |
| 17 листопада 2015 | Асунсьйон, Парагвай | Парагвай — Болівія    | 2 — 1   | Кваліфікація ЧС 2018    | 4  | 1            | 0  |
| 11 червня 2016    | Х'юстон, США        | Колумбія — Коста-Рика | 2 — 3   | Столітній Кубок Америки | 5  | 0            | 0  |
| 23 березня 2017   | Монтевідео, Уругвай | Уругвай — Бразилія    | 1 — 4   | Кваліфікація ЧС 2018    | 6  | 0            | 0  |